# Cleretum patersonjonesii
Cleretum patersonjonesii är en isörtsväxtart som beskrevs av Klak. Cleretum patersonjonesii ingår i släktet Cleretum, och familjen isörtsväxter. Inga underarter finns listade i Catalogue of Life.